# Siège d'Uozu
Le siège du château d'Uozu (魚津城の戦い, Uozu-jō no tatakai) de 1582 est un conflit frontalier entre deux daimyō de la période Sengoku de l'histoire du Japon. Les territoires d'Oda Nobunaga et du clan Uesugi, mené par Uesugi Kagekatsu, se rencontrent dans la province d'Etchu; tous deux sont menacés par les Ikkō-ikki d'Etchu, et réciproquement l'un par l'autre.
Pour assurer la sécurité des possessions de Nobunaga, Shibata Katsuie et Sassa Narimasa, deux de ses généraux en chef, se rendent vers le nord au château de Toyama où ils assiègent à la fois la ville d'Uozu et le proche château de Matsukura avec 16 000 hommes.
Le château d'Uozu tombe le 3 juin 1582; Oda Nobunaga meurt trois jours plus tard à Kyoto lors de l'incident du Honnō-ji.

## Source de la traduction
- (en) Cet article est partiellement ou en totalité issu de l’article de Wikipédia en anglais intitulé « Siege of Uozu » (voir la liste des auteurs).